# Windows Embedded Compact
A Windows Embedded Compact (korábban Windows Embedded CE, Windows Powered és Windows CE) a Microsoft Windows beágyazott rendszerekre fejlesztett változata.
A hibrid kernelű rendszer általános támogatása 2018-ban szűnt meg, kiterjesztett támogatása pedig 2023-ig tart.

## Története
A Microsoft szerint a korábban használt „CE” jelzés nem rövidítés, hanem a „kompakt” („compact”), „hatékony” („efficient”) és más szavak összeillesztésével keletkezett. A név 2006-ban Embeddedre, később pedig Embedded Compactre változott.
Az operációs rendszert az 1996-os COMDEX-en jelentette be Bill Gates és John McGill. 1999-ben felmerült, hogy a rendszert Windows Poweredre nevezik át; az elnevezés a Handheld PC 2000 márkanév alatt, a Windows 2000 egyes verzióinál, valamint a 2001-es CES-en bemutatott eszközöknél jelent meg.

## Funkciói
A rendszerrel a kevés memóriával rendelkező eszközöket célozták meg – a rendszermag egy megabyte memóriát igényel; a merevlemez nélküli gépeken akár a ROM-ba telepítve is képes futni. A valós idejű operációs rendszer a 3.0 verziótól 256 jogosultsági szintet támogat.
Az első, Pegasus kódnevű verzió a Windows felületének és néhány alkalmazásának átdolgozott verzióját tartalmazta; a későbbi verziókat már nem csak kézi számítógépekhez ajánlják.
A parancssor először a 2.11-es verzióban jelent meg.

## Verziói
| Verzió | Leírás |
| ------ | --- |
| 1.0    | - Megjelent: 1996. november 16. - Kódnév: Pegasus / Alder - Minimum 4 MB ROM / 2 MB RAM A „Handheld PC” eszközökhöz. Az 1.01 (1.0a) verziótól a japán nyelv is elérhető. Támogatása 2001 végén szűnt meg. |
| 2.0    | - Megjelent: 1997. szeptember 29. - Kódnév: Birch - Architektúra: ARM, MIPS, PowerPC, StrongARM, SuperARM, x86 A „Palm-size PC” eszközökhöz. A 2.11 verzióban a képernyőfelbontás QVGA-ra változott, valamint lehetséges a kézírásos bevitel. A 2.11 verzióban eltávolították a Pocket Office-t; a Handheld 2.11-ben helyet kapott a Microsoft Access. Általános támogatása 2003-ban, kiterjesztett támogatása pedig 2005-ben szűnt meg.             |
| 3.0    | - Megjelent: 2000. június 15. - Kódnév: Cellar / Galileo - A Pocket PC 2000, Handheld PC 2000, Pocket PC 2002 és Smartphone 2002 alapja A valós idejű óra már képes a mikroszekundum kezelésére. A kritikus fontosságú API-khoz és a rendszerleíró adatbázishoz való hozzáférés korlátozott. Általános támogatása 2005-ben, kiterjesztett támogatása pedig 2007-ben szűnt meg.                                                                       |
| 4.x    | - Megjelent: 2002. január 7. - Kódnév: Talisker / Jameson / McKendric - A Pocket PC 2003 alapja Támogatja a flashmemóriákat, a Bluetootht és a HID-eszközöket. A Pocket Office-t a Wordpad, a PocketIE böngészőt pedig az Internet Explorer 5.5-ös verziójával szinte teljesen kompatibilis mobilváltozat váltotta fel. Általános támogatása 2007-ben, kiterjesztett támogatása pedig 2012-ben szűnt meg (a 4.2 verzióé 2008-ban, illetve 2013-ban). |
| 5.x    | - Megjelent: 2004. augusztus - Kódnév: Macallan Támogatja a gyártó felé történő automatikus hibajelentést, valamint a távoli asztali hozzáférést. A Wordpadet eltávolították; a Pro verzióban megtalálható az Internet Explorer és a Media Player. Általános támogatása 2009-ben, kiterjesztett támogatása pedig 2014-ben szűnt meg. |
| 6.0    | - Megjelent: 2006. szeptember - Kódnév: Yamazaki A folyamatok címzési területe 32 megabyte-ról kettő gigabyte-ra, a folyamatok maximális száma pedig 32-ről 32 768-ra nőtt. Általános támogatása 2013-ban, kiterjesztett támogatása pedig 2018-ban szűnt meg. |
| 7.0    | - Megjelent: 2011. március Támogatja a Bluetooth 3.0-s verzióját, a DNLA-protokollt és a másolásvédelmet. A rendszermag maximum három gigabyte memóriát tud megcímezni. Általános támogatása 2016-ban, kiterjesztett támogatása pedig 2021-ben szűnt meg. |
| 8.0    | - Megjelent: 2013. június Támogatja a pillanatképekből történő rendszerbetöltést, valamint az L2TP- és DHCPv6-protokollokat. Általános támogatása 2018-ban megszűnt, kiterjesztett támogatása 2023. október 10-ig tartott. |

## Fejlesztői eszközök

### Visual Studio
A Visual Studio 2012, 2013 és 2015 verzióival lehetséges a Windows Embedded Compact 2013-at támogató alkalmazások fejlesztése.
A Visual Studio 2008-as és régebbi verziói a Windows CE vagy Windows Mobile korábbi változatai alá készült programokat emulátorral vagy egy tényleges mobileszközzel való összekötéssel támogatják.

### Free Pascal és Lazarus
A FreePascal x86 és ARM architektúrákra elérhető verziója a Windows CE 2.2.0 verziójában vált elérhetővé. Később a Windows CE-fejléceket a Lazarus platformra is lefordították.

### Platform Builder
Az eszköz a platform, az illesztőprogramok és az alkalmazások kialakítására használható, emellett az alkalmazásfejlesztői csomag is exportálható egy más eszközzel való használathoz.

### Egyéb
Az Embedded Visual C++ (eVC) eszköz a fejlesztői csomagból önmagában vagy a Platform Manageren keresztül használható. A CeGCC GNU eszközöket biztosít.
A LabVIEW grafikus programozási felület, az AutoHotkey pedig a makrók beállítását teszi lehetővé.

## Hasonlóság más rendszerekkel
A Windows CE, Windows Mobile és Pocket PC márkaneveket gyakran egymás szinonimájaként használják, azonban ez helytelen: a Windows CE a más platformok alapjául szolgáló, moduláris rendszer; a Windows Mobile és Pocket PC pedig a PDA-kra szánt rendszer.
A Windows CE 3.0 szolgált a Pocket PC 2002 alapjául. A Pocket PC licencével tilos a Windows CE komponenseit módosítani.

## Fordítás
- Ez a szócikk részben vagy egészben  a   Windows Embedded Compact című angol Wikipédia-szócikk ezen változatának fordításán alapul.  Az eredeti cikk szerkesztőit annak laptörténete sorolja fel. Ez a jelzés csupán a megfogalmazás eredetét és a szerzői jogokat jelzi, nem szolgál a cikkben szereplő információk forrásmegjelöléseként.